# Ranshart
Ranshart is het tweede muziekalbum van de Noorse band Ruphus.

## Inleiding
Het is opgenomen in de Roger Arnhoff Studio. Het bevat een mengeling van jazzrock en symfonische rock gelijk aan Focus (nummer Pictures of a day) en Yes (ten tijde van The Yes Album). De oorspronkelijke langspeelplaat werd in Noorwegen uitgebracht door Polydor Noorwegen; in Duitsland via Brain Metronome. In de rest van de wereld werd het album niet uitgebracht. Het album was gezien het releasebeleid in 1974 al moeilijk verkrijgbaar; in 1999 was kortstondig de compact disc verkrijgbaar via Pan Records en het werd destijds ook een verzamelaarobject. In 2019 werd het album dat toen al twintig jaar niet te koop was opnieuw op cd uitgegeven via Karisma Records. Zowel de uitgave uit 1999 en 2019 kregen de omschrijving vintage progressieve rock.
Er heeft zich na het eerste album al een personeelswisseling voorgedaan met name op zangersgebied. Vooral de gelijkenis tussen de stem Rune Østdahl van Ruphus en Jon Anderson van Yes en in de koortjes Starcastle viel op. Ten opzichte van Yes ontbreekt echter de pompende basgitaar van Chris Squire, bij Ruphus lag de nadruk op het toetsen- en drumwerk.
De wijziging in personeel en muziekstijl bracht niet het verwachte succes. Na dit album vonden dan ook weer personeelswisselingen plaats.

## Musici
- Rune Østdahl –zang
- Kjell Larsen – gitaar
- Håkon Graf – toetsinstrumenten
- Thor Bendiksen – drumstel
- Asle Nilsen – basgitaar en dwarsfluit op Pictures.

## Muziek
| Nr. | Titel                                                  | Duur |
| --- | ------------------------------------------------------ | ---- |
| 1.  | Love is my light (Muziek: Graf en Dahl; Tekst Saastad) | 6:12 |
| 2.  | Easy lovers, heavy moaners (M:Larsen; T:Bull Hansen)   | 5:59 |
| 3.  | Fallen wonders (M:Graf; T:Nordlie)                     | 5:51 |
| 4.  | Pictures of a day (M:Graf-Nilsen)                      | 8:30 |
| 5.  | Back side (M:Larsen en Graf; T Sundbye)                | 8:10 |